# Mon Laferte, vol. 1
Mon Laferte, vol. 1 es el tercer álbum de estudio de la cantante chilenomexicana Mon Laferte. Fue lanzado oficialmente el 21 de agosto de 2015.

## Antecedentes
Luego de la producción de dos álbumes independientes en México: Desechable y Tornasol, la cantautora chilena quiso recordar la música que escuchaba con su abuela cuando era niña.
El álbum fue grabado durante un momento en que Mon Laferte enfrentaba una depresión esto influyó en canciones como Tormento, Tu falta de querer, entre otras.
El álbum fue grabado en condiciones muy precarias, sin dinero y sin electricidad en la casa de Mon Laferte utilizando una extensión eléctrica conectada en el estacionamiento del edificio para energizar el equipamiento, según palabras de la propia artista durante la grabación del álbum los autos desenchufaban la corriente, también afirmó que el álbum fue grabado gracias a la ayuda sus amigos, quienes colaboraron con ella prestando equipamiento y colaborando en la grabación.
El álbum se lanzó primero de forma independiente en la Sala SCD del Plaza Vespucio el 31 de enero de 2015 en Chile y en México en el foro Foro Indie Rocks! el 25 de febrero de 2015.
La artista firma un contrato con el sello Discos Valiente, filial de Universal Music México, el álbum es remasterizado y lanzado comercialmente el 21 de agosto de 2015.

## Lista de canciones
| Mon Laferte, vol. 1 |                                         |                              |          |  |
| N.º                 | Título                                  | Escritor(es)                 | Duración |  |
| 1.                  | «Tormento»                              | Mon Laferte, César Ceja      | 4:36     |  |
| 2.                  | «El cristal»                            | Mon Laferte, Manu Jalil      | 3:00     |  |
| 3.                  | «El diablo»                             | Mon Laferte, Manu Jalil      | 4:02     |  |
| 4.                  | «La visita»                             | Mon Laferte                  | 3:46     |  |
| 5.                  | «Amor completo»                         | Mon Laferte                  | 4:01     |  |
| 6.                  | «Un alma en pena»                       | Mon Laferte                  | 2:22     |  |
| 7.                  | «Tu falta de querer»                    | Mon Laferte, Manu Jalil      | 4:38     |  |
| 8.                  | «Salvador»                              | Mon Laferte                  | 3:20     |  |
| 9.                  | «Si tú me quisieras»                    | Mon Laferte                  | 3:22     |  |
| 10.                 | «Malagradecido»                         | Mon Laferte                  | 3:07     |  |
| 11.                 | «La noche del día que llovió en verano» | Mon Laferte, Carolina Dagach | 0:56     |  |

| Mon Laferte, vol.1 — edición especial |                                |                                         |          |  |
| N.º                                   | Título                         | Escritor(es)                            | Duración |  |
| 12.                                   | «Bonita» (bonus track)         | Mon Laferte                             | 3:40     |  |
| 13.                                   | «Orgasmo para dos» (en vivo)   | Mon Laferte, César Ceja                 | 4:09     |  |
| 14.                                   | «Vuelve por favor» (en vivo)   | Mon Laferte, César Ceja                 | 5:57     |  |
| 15.                                   | «Flor de amapola» (en vivo)    | Mon Laferte, Mariel Mariel              | 4:20     |  |
| 16.                                   | «Igual que yo» (en vivo)       | Mon Laferte, César Ceja, Paulino Monroy | 4:58     |  |
| 17.                                   | «Tormento» (en vivo)           | Mon Laferte, César Ceja                 | 6:10     |  |
| 18.                                   | «Si tú me quisieras» (en vivo) | Mon Laferte                             | 3:31     |  |
| 19.                                   | «Tu falta de querer» (en vivo) | Mon Laferte, Manu Jalil                 | 4:38     |  |

| Mon Laferte, vol. 1 (disco de vinilo cara A) |                   |                         |          |  |
| N.º                                          | Título            | Escritor(es)            | Duración |  |
| 1.                                           | «Tormento»        | Mon Laferte, César Ceja | 4:36     |  |
| 2.                                           | «El cristal»      | Mon Laferte             | 3:00     |  |
| 3.                                           | «El diablo»       | Mon Laferte, Manu Jalil | 4:02     |  |
| 4.                                           | «La visita»       | Mon Laferte             | 3:46     |  |
| 5.                                           | «Amor completo»   | Mon Laferte             | 4:01     |  |
| 6.                                           | «Un alma en pena» | Mon Laferte             | 2:22     |  |

| Mon Laferte vol. 1 (disco de vinilo cara B) |                                         |          |  |
| N.º                                         | Título                                  | Duración |  |
| 1.                                          | «Tu falta de querer»                    | 4:38     |  |
| 2.                                          | «Salvador»                              | 3:20     |  |
| 3.                                          | «Si tú me quisieras»                    | 3:22     |  |
| 4.                                          | «Malagradecido»                         | 3:07     |  |
| 5.                                          | «La noche del día que llovió en verano» | 0:56     |  |
| 6.                                          | «Bonita» (bonus track)                  | 3:40     |  |

Notas
En la primera edición del álbum (la versión independiente) no contaba con la canción Si tú me quisieras y el orden de las canciones era siguiente:
1. Tormento
2. Tu falta de querer
3. El diablo
4. Amor completo
5. Salvador
6. Un alma en pena
7. El cristal
8. La visita
9. Malagradecido
10. La noche del día que llovió en verano[1][9]

## Disco 2: DVD (edición especial)
La edición especial del álbum, viene acompañado con un DVD que contiene la grabación del conciento de Mon Laferte en el Lunario del Auditorio Nacional, ocurrido el 16 de octubre de 2015.

### Lista de canciones[10]
| Mon Laferte Vol. 1 (edición especial) (desde el Lunario del Auditorio Nacional) |                                         |                              |          |  |
| N.º                                                                             | Título                                  | Escritor(es)                 | Duración |  |
| 1.                                                                              | «Vuelve por favor»                      | Mon Laferte, César Ceja      |          |  |
| 2.                                                                              | «Flor de amapola»                       | Mon Laferte, Mariel Mariel   |          |  |
| 3.                                                                              | «Amor completo»                         | Mon Laferte                  |          |  |
| 4.                                                                              | «Salvador»                              | Mon Laferte                  |          |  |
| 5.                                                                              | «El cristal»                            | Mon Laferte                  |          |  |
| 6.                                                                              | «La noche del día que llovió en verano» | Mon Laferte, Carolina Dagach |          |  |
| 7.                                                                              | «Un alma en pena»                       | Mon Laferte                  |          |  |
| 8.                                                                              | «La visita»                             | Mon Laferte                  |          |  |
| 9.                                                                              | «Si tú me quisieras»                    | Mon Laferte                  |          |  |
| 10.                                                                             | «Tormento»                              | Mon Laferte, César Ceja      |          |  |
| 11.                                                                             | «Tu falta de querer»                    | Mon Laferte, Manu Jalil      |          |  |
| 12.                                                                             | «El Diablo»                             | Mon Laferte, Manu Jalil      |          |  |

## Recepción
El álbum tuvo una buena recepción que a más de un año de su lanzamiento todavía se encontraba en los primeros lugares de ventas en iTunes de México y Chile. Este álbum recibió diversos discos de oro y platino por las altas ventas y descargas digitales de sus sencillos.
A más de un año de su lanzamiento recibe disco de oro en México tras haber vendido 30 000 copias, y poco tiempo después recibe Platino por 60 000 copias vendidas, durante su presentación en él festival catrina en Puebla recibe disco de platino + Oro por 90 000 copias vendidas en México, días previos al lanzamiento del álbum La trenza, AMPROFON certifica él álbum con dos discos de Platino y uno de Oro por ventas superiores a 150 000 copias en territorio mexicano, solo 2 meses después AMPROFON lo vuelve a certificar con 3 Discos de Platino por 180 000 copias vendidas en México.
El álbum tuvo una nominación al Grammy Latino por "Mejor Álbum de Música Alternativa"

## Sencillos del álbum
El primer sencillo del álbum es «Tormento», canción cuyo video oficial fue lanzado por Vevo y está inspirado en la artista serbia Marina Abramović.

El segundo sencillo fue la balada «Amor completo», canción que creó ella misma en un momento en el que se sentía enamorada. El video fue grabado en México DF y está hecho con escenas de un día de paseo haciendo como si fuesen novios con el actor quien encarnó al enamorado de Mon.

El tercer sencillo del disco fue la reveladora y el sencillo más vendido de su carrera llamada «Tu falta de querer». Esta canción la escribió en un mal momento al terminar su relación con su pareja la cual quedó destrozada y con una profunda depresión de la cual salió esta canción.

El cuarto sencillo es la canción con tintes mexicanos «Si tú me quisieras». Esta canción fue incluida en la reedición del disco Vol. 1 cuando se incorporó al catálogo de Artistas del sello Universal Music México. El video está finalizado actualmente y se publicó el 8 de junio de 2016.

## Posicionamiento en listas

### Semanales
| Listas                            | Mejor posición |
| --------------------------------- | -------------- |
| 2015                              |                |
| México (AMPROFON)                 | 5              |
| 2016                              |                |
| México (AMPROFON)                 | 4              |
| 2017                              |                |
| México (AMPROFON)                 | 27             |
| Chile (Chile Top Albums)          | 1              |
| 2024                              |                |
| Estados Unidos (Latin Pop Albums) | 23             |

## Certificaciones
| País (organismo certificador) | Certificación    | Unidades certificadas |
| ----------------------------- | ---------------- | --------------------- |
| Chile (IFPI)                  | 16× Platino      | 320 000               |
| México (AMPROFON)             | Diamante + Oro   | 330 000               |
| Perú (UNIMPRO)                | Platino          | 20 000                |
| Ventas mundiales              | Ventas mundiales | 670 000               |

## Premios y nominaciones
Mon Laferte fue nominada por este álbum a los  Premios Grammy Latinos 2016, en la categoría Mejor Álbum Alternativo.
| Año  | Premio         | Categoría               | Trabajo           | Resultado |
| ---- | -------------- | ----------------------- | ----------------- | --------- |
| 2016 | Grammy Latinos | Mejor Álbum Alternativo | Mon Laferte Vol.1 | Nominada  |